# Syrrhopodon croceus
Syrrhopodon croceus är en bladmossart som beskrevs av Mitten 1859. Syrrhopodon croceus ingår i släktet Syrrhopodon och familjen Calymperaceae. Inga underarter finns listade i Catalogue of Life.